# Raffreddore comune
Il raffreddore comune, o più semplicemente raffreddore, è una rinofaringite acuta infettiva virale causata solitamente da Rhinovirus, più raramente da virus influenzali o altri. È un'affezione infettiva delle prime vie respiratorie e in particolare del naso e della gola, generalmente non grave; i suoi sintomi comprendono starnuti, produzione abbondante di muco, congestione nasale, catarro e mal di gola, tosse, mal di testa e sensazione di stanchezza. Si tratta della malattia umana più comune: infetta gli adulti in media 2-4 volte l'anno, e i ragazzi in età scolare fino a 12 volte l'anno; in talune popolazioni non è raro incontrare tassi di infezione superiori a 3 all'anno per persona.
Il termine coriza ne descrive i sintomi legati all'infiammazione catarrale delle membrane mucosali della cavità nasale.
Il raffreddore comune è distinto dall'influenza, che è un'infezione virale più seria del tratto respiratorio, caratterizzata dall'insorgenza di ulteriori sintomi quali un rapido innalzamento della temperatura, brividi di freddo, dolori muscolari. Per quanto il raffreddore comune in sé non sia generalmente rischioso per la vita del paziente, le sue complicazioni, quali per esempio la polmonite, possono esserlo.

## Storia

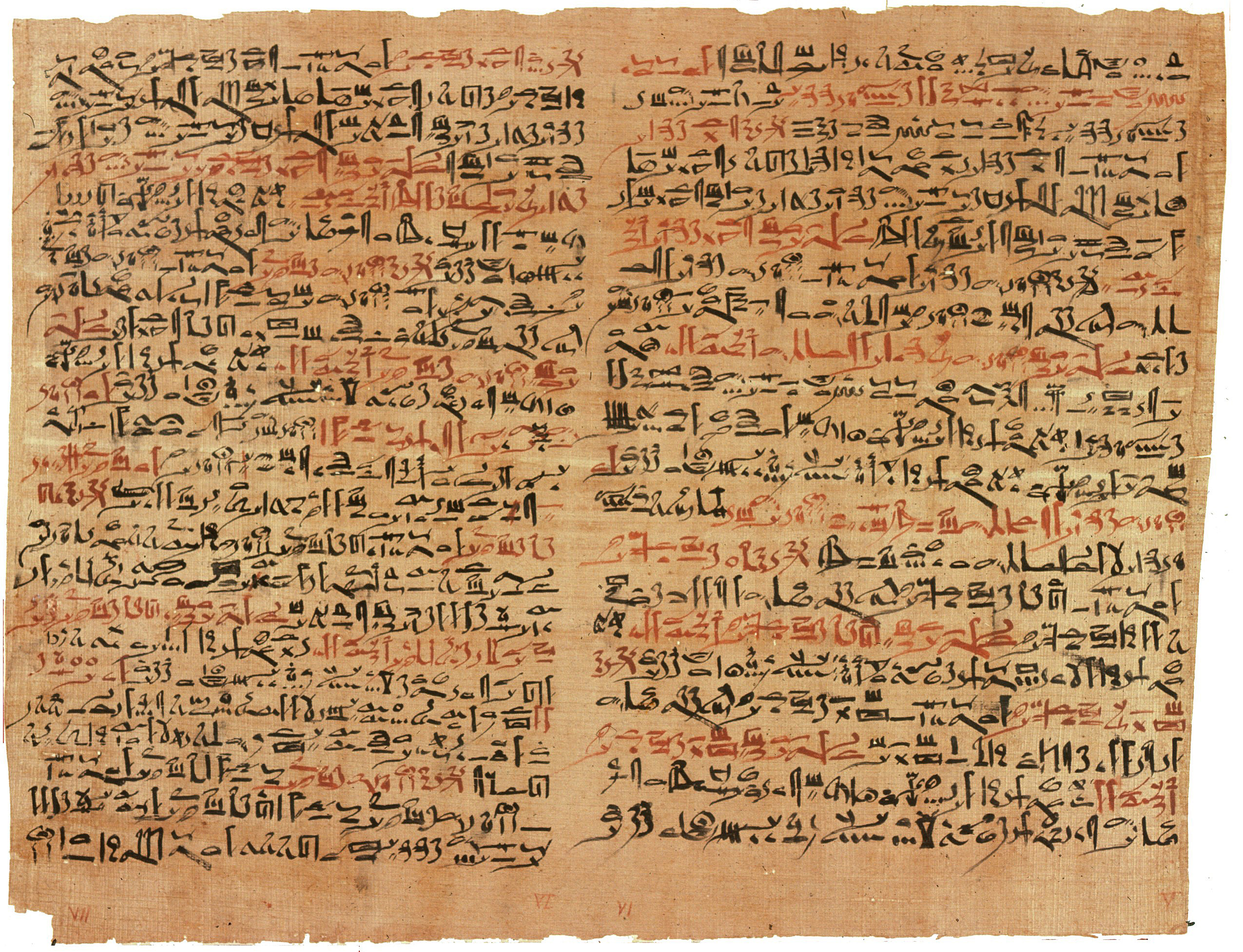
Alcune pagine del papiro egiziano Ebers

La malattia ha colpito l'uomo fin dall'antichità, anche se la causa del raffreddore comune è stata identificata solo nel 1950. I sintomi e il trattamento sono descritti nel papiro egiziano Ebers, il più antico testo di medicina esistente, scritto prima del XVI secolo a.C. Nel medioevo, la religiosa Ildegarda di Bingen (1098-1179) consigliava l'assunzione di Tanacetum vulgare nelle zuppe, nelle torte o con la carne, per curare tosse e raffreddore.
Il nome "raffreddore comune" è entrato in uso, a partire dal XVI secolo, per la somiglianza tra i suoi sintomi e quelli dell'esposizione al freddo.
Nel 1946 nel Regno Unito fu istituita dal Medical research council la Common cold unit (CCU) che nel 1956 scoprì il Rhinovirus come agente eziologico del raffreddore. Nel 1970 la CCU dimostrò che il trattamento con interferone durante la fase di incubazione dell'infezione da Rhinovirus protegge dalla malattia, ma nessun trattamento pratico è stato sviluppato. L'unità è stata chiusa nel 1989, due anni dopo aver messo a punto l'utilizzo di compresse di gluconato di zinco per la profilassi e per il trattamento del raffreddore da Rhinovirus. Questo fu il solo trattamento di successo proposto nella storia del gruppo.

## Epidemiologia
Il raffreddore comune è la malattia umana più frequente e colpisce tutte le popolazioni a livello mondiale: i National Institutes of Health statunitensi stimano che ogni anno circa un miliardo di persone se ne ammali; i bambini e i genitori, oltre al personale scolastico, presentano un rischio di infezione più elevato, probabilmente a causa dell'elevata densità di popolazione delle scuole e della facilità di trasmissione tra membri della stessa famiglia. La stagionalità delle epidemie, concentrate nella stagione invernale nelle aree temperate e durante le stagioni piovose nelle zone tropicali, si può giustificare dall'affollamento dei luoghi chiusi che favorisce la trasmissione dei patogeni e l'umidità dell'aria che facilita la sopravvivenza dei virus; tuttavia non tutti i virus del raffreddore presentano la stessa stagionalità: i coronavirus sono più frequenti in inverno, a differenza dei Rhinovirus che si presentano maggiormente nella tarda primavera.
Gli adulti hanno in genere da due a cinque infezioni ogni anno, mentre i bambini possono arrivare ad averne da sei a dieci (fino a dodici raffreddori all'anno per i bambini in età scolare); l'incidenza che si registra in inverno, durante i picchi epidemici, può arrivare fino a 6-7 episodi ogni 1000 persone al giorno. I tassi di infezioni sintomatiche aumentano negli anziani, a causa di un indebolimento del sistema immunitario.
Secondo i dati dell'Organizzazione mondiale della sanità, nei paesi in via di sviluppo le infezioni da raffreddore comune sono complicate dalle infezioni batteriche più frequentemente rispetto ai paesi industrializzati.

### Impatto economico
L'impatto economico del raffreddore comune non è ben compreso in gran parte del mondo: negli Stati Uniti porta a 75-100 milioni di visite mediche ogni anno, che si stima costino 7,7 miliardi di dollari; gli statunitensi spendono 2,9 miliardi di dollari per farmaci da banco, e altri 400 milioni per farmaci su prescrizione per il sollievo dei sintomi; più di un terzo delle persone che hanno fatto ricorso a un medico ha ricevuto una prescrizione di antibiotici, che però può comportare il fenomeno della resistenza. Si stima che circa 22-189 milioni di giorni di scuola vengano persi ogni anno a causa del raffreddore; come risultato, i genitori perdono 126 milioni di giorni lavorativi per rimanere a casa a occuparsi dei propri figli. Questo va aggiunto ai 150 milioni di giornate lavorative perse dai dipendenti che soffrono per un raffreddore, portando l'impatto economico totale a una perdita superiore ai 20 miliardi di dollari l'anno: ciò rappresenta il 40% del tempo lavorativo perso in totale negli Stati Uniti.

## Eziologia

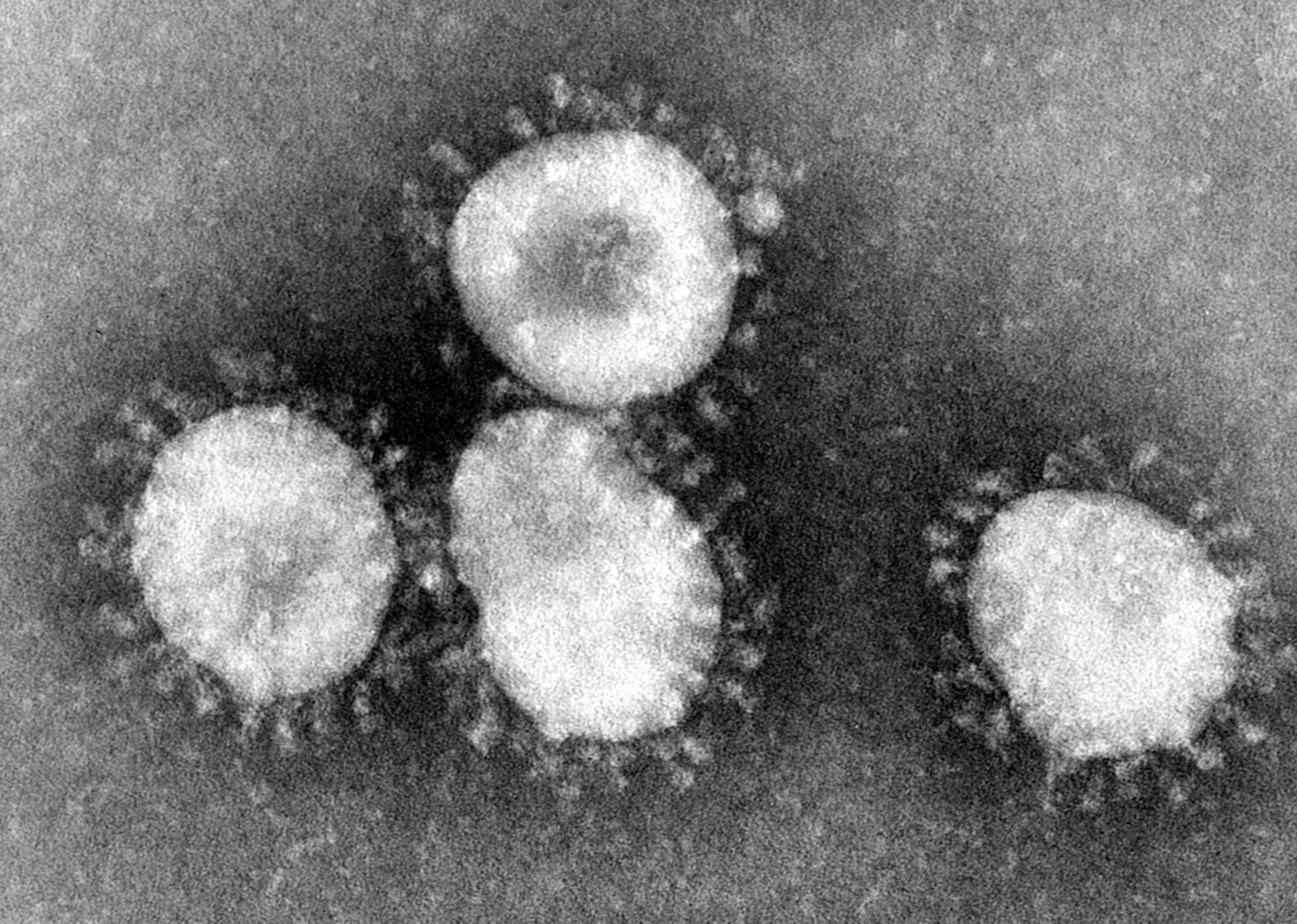
Coronavirus: è un gruppo di virus conosciuti per essere causa del raffreddore comune.

Il raffreddore comune è un'infezione virale del tratto respiratorio superiore. Sono noti in totale oltre 200 virus associati al raffreddore, e spesso nell'infezione è coinvolta più di una specie virale.
Il virus più comunemente responsabile è il Rhinovirus (30-80% dei casi), un genere di Picornaviridae con 99 sierotipi noti; fra gli altri agenti eziologici virali vi sono il Coronavirus (10-15%) e le Orthomyxoviridae (5-15%), virus parainfluenzali umani, il virus respiratorio sinciziale umano, l'Adenovirus, l'Enterovirus e il Metapneumovirus.
L'immunità di branco, generata da una precedente esposizione al virus del raffreddore, svolge un ruolo importante nel limitare la diffusione virale. Ciò si è potuto osservare nelle popolazioni più giovani che presentano maggiori tassi di infezioni respiratorie. Un sistema immunitario scarsamente efficiente è inoltre un fattore di rischio per la malattia.
Anche la scarsità di sonno e la malnutrizione sono stati associati a un maggior rischio di sviluppare infezioni dopo esposizione al Rhinovirus; si ritiene che ciò dipenda dai loro effetti sulla funzionalità immunitaria.
Una causa della malattia ben accertata è lo stress; infatti molti sintomi del raffreddore si verificano due o tre giorni dopo eventi emotivamente importanti, il tempo di ritardo nella comparsa dei sintomi è dovuto al fatto che il focolaio dell'infezione è preceduto da un corrispondente periodo di incubazione.

## Patogenesi

Il raffreddore comune è una malattia del tratto respiratorio superiore.

Il virus del raffreddore comune si trasmette tipicamente attraverso goccioline presenti nell'aria (aerosol), tramite il contatto diretto con oggetti o secrezioni nasali infette. Non è ancora stato stabilito quale sia tra queste vie quella di primaria importanza. I virus possono sopravvivere per periodi prolungati nell'ambiente e possono essere raccolti sulle mani delle persone e successivamente portati verso gli occhi o il naso, dove poi l'infezione può realizzarsi. La trasmissione è facilitata dalla vicinanza di molti bambini, caratterizzati da deboli difese immunitarie e da una scarsa igiene, che si verifica negli asili nido e nelle scuole; una volta contratta la malattia in questi ambienti, i bambini la possono trasmettere, a casa, agli altri membri della famiglia.
Per quanto riguarda i viaggi in aereo, non vi è alcuna prova che il ricircolo dell'aria durante i voli con passeggeri conduca alla trasmissione del virus, tuttavia le persone sedute in prossimità degli impianti sembrano essere a maggior rischio.
I raffreddori causati da Rhinovirus risultano più contagiosi durante i primi tre giorni dalla comparsa dei sintomi.
Si ritiene che i sintomi del raffreddore comune siano principalmente correlati alla risposta immunitaria al virus. Il meccanismo di questa risposta è virus-specifica. Ad esempio, il Rhinovirus è tipicamente acquisito tramite contatto diretto; esso si lega al recettore umano ICAM-1 attraverso dei meccanismi sconosciuti per poi innescare il rilascio di mediatori infiammatori. Questi sono poi la causa dei sintomi e generalmente non sono correlati ai danni all'epitelio nasale. Il virus respiratorio sinciziale (RSV) invece viene contratto sia tramite contatto diretto, sia per inalazione di goccioline presenti nell'aria. Si replica poi nel naso e nella faringe prima di diffondersi nel tratto respiratorio inferiore, ma non causa danni all'epitelio. Il virus parainfluenzale umano produce tipicamente un'infiammazione del naso, della gola e dei bronchi. Nei bambini, quando riguarda la trachea, può produrre croup per via della piccola dimensione delle vie aeree.

### Agenti atmosferici
Tradizionalmente vi è la teoria che un raffreddore possa essere preso in seguito a una prolungata esposizione al freddo, alla pioggia o a condizioni atmosferiche invernali; da ciò la malattia ha preso il nome. Se il ruolo del raffreddamento del corpo sia un fattore di rischio per il raffreddore comune è tuttora un aspetto controverso.
Alcuni dei virus che causano il raffreddore comune sono stagionali e si presentano più frequentemente durante le stagioni fredde o umide; alcuni credono che questo sia dovuto principalmente a un aumento del tempo trascorso al chiuso, specialmente per i bambini che ritornano a scuola, tuttavia può anche essere correlato a cambiamenti nel sistema respiratorio che si traducono in una maggiore suscettibilità: la bassa umidità aumenta la possibilità di trasmissione virale, permettendo alle goccioline virali di disperdersi più lontano dalla fonte di contagio e di restare in sospensione nell'aria più a lungo.
A sostegno della comune esperienza, che vorrebbe l'esistenza di un legame tra il freddo e l'insorgenza del raffreddore, depongono recenti studi che suggeriscono la possibilità di una diminuzione della risposta immunitaria al rhinovirus in presenza di basse temperature.

### Complicanze
Eventuali complicazioni gravi, se si verificano, riguardano solitamente persone molto anziane, bambini piccoli e coloro che hanno un sistema immunitario poco efficiente o sono immunocompromessi. In taluni casi possono verificarsi infezioni batteriche secondarie con conseguenti sinusite, faringite, polmonite, bronchite e otite. Si stima che si verifichino sinusiti nell'8% dei casi e infezioni all'orecchio nel 30%.
Nei soggetti già affetti da patologie a carico dell'apparato respiratorio, quali ad esempio asma e broncopatie croniche ostruttive (che comprendono l'enfisema polmonare e la bronchite cronica), il raffreddore comune può aumentarne i sintomi, peggiorando le condizioni generali del paziente.

## Clinica

### Segni e sintomi
| Sintomi       | %  |  | Sintomi                   | %  |
| ------------- | -- |  | ------------------------- | -- |
| Naso chiuso   | 95 |  | Dolore ai seni paranasali | 21 |
| Naso ostruito | 91 |  | Brividi                   | 18 |
| Mal di gola   | 80 |  | Mialgia                   | 14 |
| Starnuti      | 72 |  | Rinorrea                  | 12 |
| Mal di testa  | 40 |  | Febbre serotina           | 7  |
| Malessere     | 39 |  | Febbre mattutina          | 6  |
| Lacrimazione  | 30 |  | Linfoadenite cervicale    | 3  |
| Tosse         | 25 |  | Espettorazione            | 3  |
| Raucedine     | 25 |  |                           |    |

I sintomi tipici del raffreddore comprendono tosse, rinorrea, congestione nasale e odinofagia, talvolta accompagnati a dolori muscolari, affaticamento, cefalea e perdita di appetito. Alcuni virus che causano il raffreddore comune possono anche portare a infezioni asintomatiche. Il mal di gola è presente in circa il 40% dei casi e la tosse nel 50%, mentre il dolore muscolare si verifica in circa la metà delle infezioni.
Negli adulti, la febbre non è generalmente presente, ma è comune nei neonati e nei bambini piccoli. La tosse è di solito lieve rispetto all'influenza. Mentre la presenza di tosse e febbre negli adulti indica una maggiore probabilità di influenza, vi è generalmente una grande somiglianza tra queste due condizioni. Il colore dell'espettorato o delle secrezioni nasali può variare dal giallo al verde e non presentare all'analisi microscopica la classe di agenti che ha causato l'infezione.
Il raffreddore solitamente esordisce con stanchezza, infreddolimento, starnuti e mal di testa, seguiti in un paio di giorni da rinorrea e tosse. I sintomi tipici hanno il loro massimo 2-3 giorni dopo l'insorgenza dell'infezione e di solito si risolvono in 7-10 giorni, ma in alcuni casi possono permanere fino a tre settimane. Nei bambini, la tosse dura più di dieci giorni nel 35-40% dei casi e si protrae per più di 25 giorni nel 10%.

### Diagnosi
La distinzione tra le diverse infezioni virali del tratto respiratorio superiore è basata sulla localizzazione dei sintomi. Il raffreddore comune colpisce principalmente il naso, a differenza della faringite e della bronchite che coinvolgono solitamente le vie aeree inferiori. Tuttavia, può esserci una significativa sovrapposizione e più aree possono essere coinvolte. Il raffreddore comune è spesso definito come la presenza di infiammazione nasale correlata a un variabile coinvolgimento delle vie aeree inferiori. L'autodiagnosi è frequente. L'isolamento del vero agente virale in questione è raramente eseguito e non è in genere possibile identificare il tipo di virus attraverso i sintomi.

## Trattamento

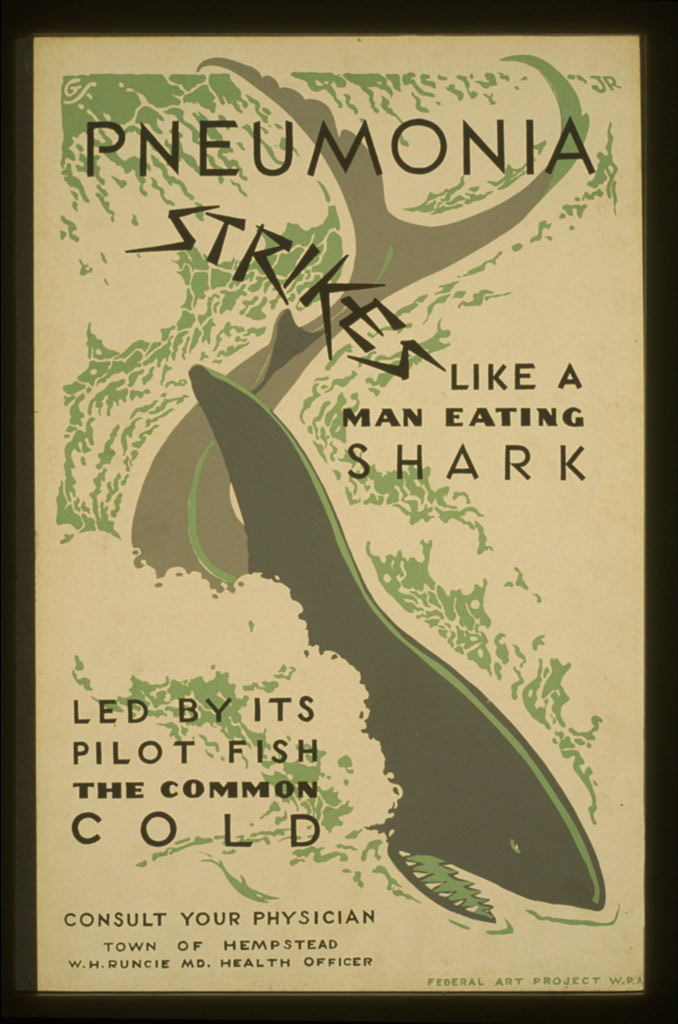
Poster che incoraggia i cittadini a "consultare il proprio medico" per il trattamento del raffreddore comune a scopo di prevenzione dalla polmonite.

Attualmente non esistono farmaci o altri rimedi che siano stati definitivamente dimostrati capaci di ridurre la durata dell'infezione. Il trattamento comprende quindi esclusivamente un approccio sintomatico. Misure utili possono essere il riposo, l'assunzione di liquidi per mantenere l'idratazione e gargarismi con acqua salata calda. Gran parte del beneficio del trattamento è comunque attribuibile all'effetto placebo.

### Trattamento dei sintomi
I trattamenti che aiutano ad alleviare i sintomi includono l'assunzione di semplici analgesici e antipiretici come l'ibuprofene e il paracetamolo. È stato provato che i medicinali contro la tosse non sono più efficaci degli analgesici semplici e non sono raccomandati per l'uso nei bambini a causa della scarsa efficacia e per i loro potenziali effetti collaterali. Nel 2009, il Canada ha limitato l'utilizzo dei farmaci da banco per la tosse e il raffreddore nei bambini al di sotto dei sei anni, per via delle preoccupazioni riguardanti i possibili rischi e i non provati benefici. L'abuso di destrometorfano, un farmaco da banco per la tosse, ha portato al suo divieto in un certo numero di paesi.
Negli adulti, la rinorrea può essere ridotta grazie all'assunzione di antistaminici di prima generazione. Tuttavia, il loro uso è associato a effetti indesiderati quali la sonnolenza. Gli antistaminici di seconda generazione, invece, non sembrano essere efficaci. I decongestionanti come la pseudoefedrina risultano essere utili, mentre gli spray nasali a base di ipratropio possono ridurre la rinorrea ma sono poco attivi sulla congestione nasale.

### Antibiotici e farmaci antivirali
Gli antibiotici non hanno alcun effetto contro le infezioni virali e quindi non hanno alcuna efficacia contro i virus che causano il raffreddore comune. Tuttavia essi sono ancora frequentemente prescritti. Ciò avviene per vari motivi quali le aspettative dei pazienti, il desiderio dei medici di "fare qualcosa" e la difficoltà di escludere eventuali complicazioni che potrebbero essere sensibili agli antibiotici. Non vi sono farmaci antivirali efficaci per il trattamento causale del raffreddore comune, anche se alcune ricerche preliminari hanno dimostrato benefici per alcune molecole.

### Trattamenti alternativi
Esistono molti trattamenti alternativi utilizzabili per il raffreddore comune, ma non vi sono sufficienti prove scientifiche per sostenerne l'uso della maggior parte di questi. Ad esempio, al 2010 non vi sono abbastanza evidenze per consigliare o sconsigliare il miele o l'irrigazione nasale. Uno studio ha suggerito che lo zinco, se preso entro 24 ore dalla comparsa dei primi sintomi, riduce la durata e la gravità del raffreddore comune nelle persone sane. A causa delle differenze notevoli tra i diversi studi, ulteriori ricerche si rendono necessarie per stabilire come e quando lo zinco può essere efficace. L'effetto della vitamina C sul raffreddore comune, nonostante le ampie ricerche, appare deludente, con l'esclusione di alcune e limitate circostanze. Le prove circa l'utilità delle piante del genere Echinacea sono incoerenti.

## Prevenzione
L'unica misura potenzialmente efficace per prevenire la diffusione del virus del raffreddore è l'adozione di precauzioni fisiche. Queste precauzioni comprendono in primo luogo il lavaggio delle mani e l'uso di mascherine protettive. In ambiente sanitario sono preferibilmente da utilizzare camici e guanti monouso. La quarantena non è una strategia attuabile poiché la malattia è molto diffusa e i sintomi non sono specifici. Allo stesso modo la vaccinazione non è facilmente attuabile, poiché vi sono moltissimi virus responsabili della malattia che oltretutto mutano rapidamente. Lo sviluppo di un vaccino ampiamente efficace è quindi molto difficoltoso.
Lavarsi regolarmente le mani sembra essere efficace nel ridurre la trasmissione del virus del raffreddore, soprattutto tra i bambini. L'aggiunta di prodotti disinfettanti antivirali e antibatterici nel lavaggio mostra una certa utilità. Indossare mascherine protettive quando intorno vi sono persone infettate è una strategia ritenuta efficace. Tuttavia non vi sono prove sufficienti per ritenere che mantenere una maggiore distanza tra i soggetti sia un buon metodo di prevenzione. L'assunzione di dosi supplementari di zinco può essere efficace per ridurre il tasso di raffreddori. Invece la vitamina C non riduce il rischio o la gravità del raffreddore comune, anche se può ridurne la durata.